# ميتول (سيدي عيسى اوعلي)
ميتول هو دُوَّار يقع بجماعة الشاطئ الأبيض، إقليم كلميم، جهة كلميم واد نون في المملكة المغربية. ينتمي الدوّار لمشيخة سيدي عيسى اوعلي التي تضم دوارين. يقدر عدد سكانه بـ 3 نسمة حسب الإحصاء الرسمي للسكان والسكنى لسنة 2004.

## روابط خارجية
- البوابة الوطنية للجماعات الترابية
- المندوبية السامية للتخطيط